# Nigramma elongata
Nigramma elongata är en fjärilsart som beskrevs av Gustaaf Hulstaert 1924. Nigramma elongata ingår i släktet Nigramma och familjen nattflyn. Inga underarter finns listade i Catalogue of Life.